# Ewa Berger-Jankowska
Ewa Berger-Jankowska  (ur. 10 grudnia 1935 w Warszawie, zm. 9 grudnia 2018 tamże) – polska aktorka teatralna i filmowa, rebirtherka i nauczycielka rebirthingu.

## Kariera teatralna
W 1959 ukończyła studia na Wydziale Aktorskim PWST w Warszawie. Występowała w teatrach stołecznych: w latach 1959–1961 w Teatrze Polskim, od 1961 do 1980 grała w Teatrze Ludowym (od 1974 noszącym nazwę Nowy). Po raz ostatni na scenie wystąpiła w 1985. Po 1985 wycofała się z zawodu. 

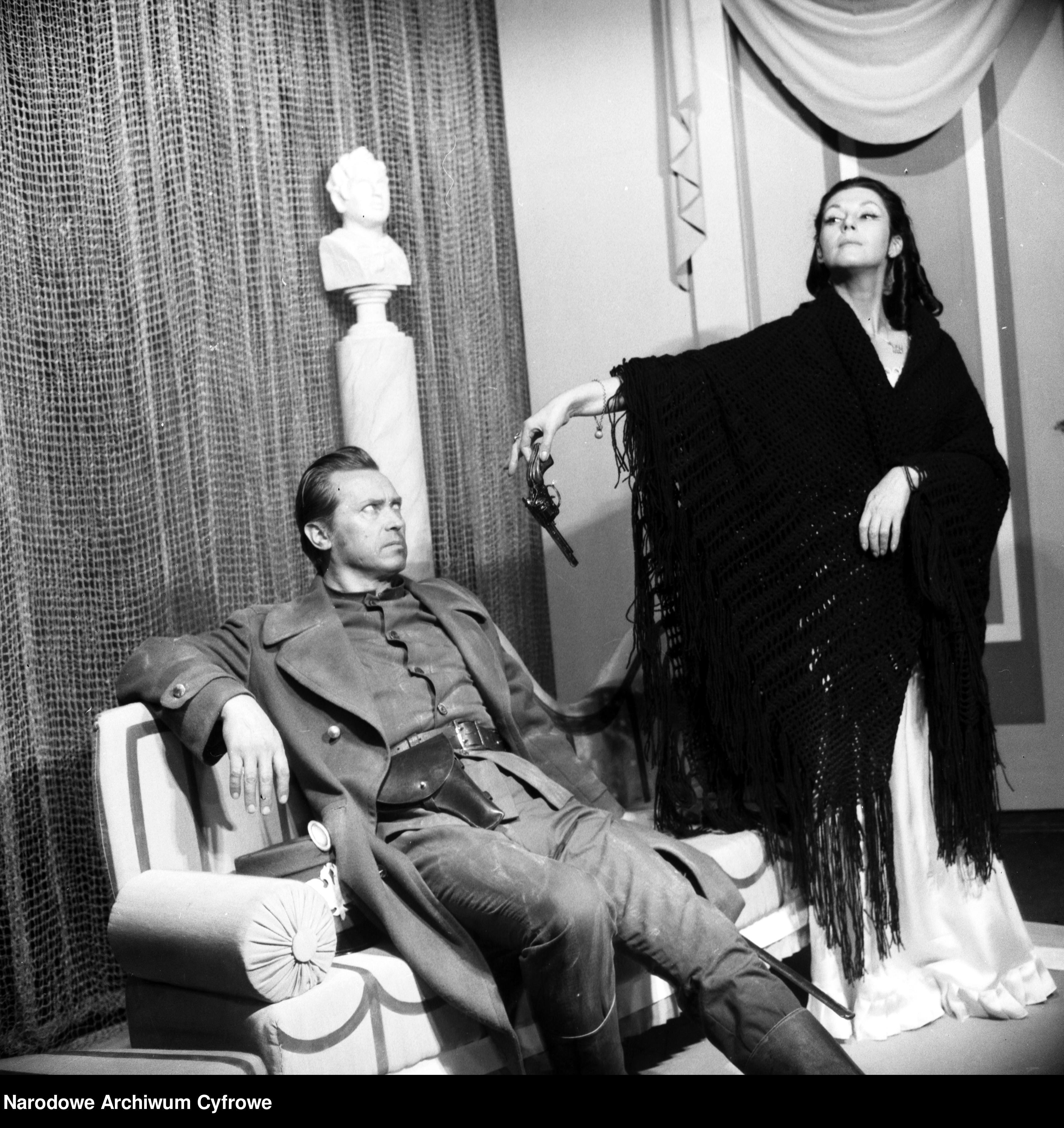
Emil Karewicz i Ewa Berger-Jankowska w sztuce Teatru Ludowego "Żołnierz i bohater". Warszawa, czerwiec 1971

Zagrała m.in. Wierę w „Płaszczu” M. Gogola, Celinę w „Śmierci gubernatora” L. Kruczkowskiego, Małgosię w „Rozbitym dzbanie” H. Kleista (Teatr Polski w Warszawie), Kobietę w „Naszej małej stabilizacji” T. Różewicza, Helenę w „Śnie nocy letniej” Williama Szekspira (Praski Teatr Ludowy w Warszawie), Roksanę w „Cyranie de Bergerac” według E. Rostanda, Konstancję w „Wariatce z Chaillot” J. Giraudoux (Teatr Ludowy w Warszawie), Dorotę w „Adwokacie i różach” J. Szaniawskiego, Nastazję Iwanowną w „Żywym trupie” Lwa Tołstoja (Teatr Nowy w Warszawie).

## Kariera filmowa
W filmie dała się zapamiętać głównie dzięki roli madame de Vauban, arystokratki, która ze stoickim spokojem wprowadza młodą Marysię Walewską do sypialni Napoleona (komedia „Marysia i Napoleon”). Ponadto wystąpiła w „Przeciwko bogom”, „Doktor Ewie” i „Balladzie o ścinaniu drzewa”. Zagrała również kilka znaczących ról w Teatrze Telewizji (Marta w „Domu pod Oświęcimiem” T. Hołuja, Maria w „Żabusi” Gabrieli Zapolskiej, Sabina w „Odwetach” Leona Kruczkowskiego).
Została pochowana w Antoninowie na cmentarzu komunalnym Południowym (kwatera 16K-13-11).